# Vîșneve, Jîtomîr
Vîșneve (în ucraineană Вишневе) este un sat în comuna Sinhurî din raionul Jîtomîr, regiunea Jîtomîr, Ucraina.

## Demografie
Componența lingvistică a localității Vîșneve
     Ucraineană (98,47%)
     Rusă (1,53%)
Conform recensământului din 2001, majoritatea populației localității Vîșneve era vorbitoare de ucraineană (98,47%), existând în minoritate și vorbitori de rusă (1,53%).